# Jens-Halvard Bratz
Jens-Halvard Bratz (* 21. April 1920 in Østre Aker, Oslo; † 19. Januar 2005 in Oslo) war ein norwegischer Wirtschaftsmanager und Politiker der Høyre, der zwischen 1981 und 1983 Industrieminister in der Regierung von Ministerpräsident Kåre Willoch war. Er war Präsident des Unternehmerverbandes Norges Industriforbund und bekleidete zahlreiche leitende Funktionen in der norwegischen Industrie.

## Leben

### Wirtschaftsmanager und Geschäftsführer derA/S Grorud Jernvarefabrik
Bratz, Sohn des Wirtschaftsmanager und Unternehmers Ragnvald Bratz und dessen Ehefrau Oline Henriksen, absolvierte seine Schulausbildung von 1933 bis 1937 an der Mittelschule Østre Aker sowie anschließend zwischen 1938 und 1940 am Handelsgymnasium in Oslo. 1941 begann er eine berufliche Tätigkeit in der von seinem Vater gegründeten Metallfabrik A/S Grorud Jernvarefabrik und befasste sich in den folgenden Jahren mit Einkauf, Vertragsverhandlungen, Personalangelegenheiten und Vertrieb, und war schließlich Vertreter des Unternehmens bei Verhandlungen mit anderen Unternehmen und Organisationen. 
Während des Zweiten Weltkrieges engagierte sich Bratz aktiv im Widerstand gegen den Nationalsozialismus und die Besatzung durch die deutsche Wehrmacht im 13. Distrikt der Widerstandsgruppe Milorg.
Zur Fortbildung befand er sich zwischen 1945 und 1946 als Werksstudent im Vereinigten Königreich sowie in den USA. In erster Ehe heiratete er 1946 Sissel Lie, eine Tochter des Politikers und Generalsekretärs der Vereinten Nationen Trygve Lie. Er war mit ihr bis zu deren Tod 1983 verheiratet. 
1950 wurde er zunächst Disponent sowie 1962 Geschäftsführender Direktor der A/S Grorud Jernvarefabrik und verblieb in dieser Funktion bis 1981. Zu Beginn hatte das Unternehmen, das Armaturen, Tür- und Fensterscharniere herstellte, 400 Mitarbeiter und wuchs auf 600 Mitarbeiter an als die Fabrik nach dem Zweiten Weltkrieg aufgrund des wachsenden Wohnungsbaus expandierte. Zum anderen förderte er die Entwicklung und Verbesserung von Produkten zur Verstärkung der Unternehmensposition im Im- und Ausland. Dadurch entstanden Produktionsstätten in der Tschechoslowakei. 
Für seine Entwicklungen und Innovationen wurde das Unternehmen mit dem Designpreis für mechanische Werkstätten (Mekaniske Verksteders Designpris) 1972, dem Preis der tschechischen Bauausstellung CONECO sowie dem Innovationspreis der norwegischen Kunststoffindustrie (Norsk Plastforenings Innovasjonspris) 1973 ausgezeichnet. Die von dem Unternehmen entwickelten Weltpatente sicherten den Umsatz des Unternehmens sowie eine rationelle Produktion.
Weiterhin erweiterte Bratz als Geschäftsführer das Sortiment hergestellter Artikel durch die Produktion von Sägeblätter, Handsägen und forstwirtschaftlicher Werkzeuge, wobei es zunächst Schwierigkeiten gab, da ein Großteil der Handwerksunternehmen auf die Produkte bisheriger Hersteller vertraute. Aufgrund der Qualität der Produkte gewann das Unternehmen auch einen großen Marktanteil in den USA und in Europa. Diese Entwicklung führte letztlich auch zu größeren Investitionen in Grundstücke und Fabrikanlagen in Norwegen, aber auch in Großbritannien.

### Präsident desNorges Industriforbundund Industrieminister
Neben seiner eigenen unternehmerischen Tätigkeit engagierte sich Bratz für Wirtschaftsfreiheit sowie Zusammenarbeit der Wirtschaft und engagierte sich in zahlreichen öffentlichen und privaten Organisationen wie als Vizepräsident sowie zwischen 1971 und 1973 Präsident des Unternehmerverbandes Norges Industriforbund.
Mitte der 1970er Jahre begann er auch sein politisches Engagement und war zwischen 1974 und 1983 Mitglied des Zentralvorstandes der Høyre. Für seine unternehmerischen Verdienste wurde er 1976 mit dem Offizierskreuz des Sankt-Olav-Ordens geehrt und war darüber hinaus war Kommandeur des schwedischen Wasaordens.
Am 14. Oktober 1981 wurde Bratz von Ministerpräsident Kåre Willoch als Industrieminister (Industriminister) in dessen Regierung berufen, der er bis zum 16. September 1983 angehörte. Sein Nachfolger als Industrieminister wurde daraufhin Jan P. Syse.
Nach seinem Ausscheiden aus der Regierung war er von 1984 bis 1988 Vorstandsvorsitzender von Den Norske Industribank. In zweiter Ehe heiratete er 1985 Evelyn Heje Lorentzen, eine Tochter des Reeders Jørgen Johannes Lorentzen.